# Forcipomyia floridensis
Forcipomyia floridensis is een muggensoort uit de familie van de knutten (Ceratopogonidae). De wetenschappelijke naam van de soort is voor het eerst geldig gepubliceerd in 1972 door Dow and Wirth.